# Montbrison (Loara)
Montbrison – miejscowość i gmina we Francji, w regionie Owernia-Rodan-Alpy, w departamencie Loara.
Według danych na rok 1990 gminę zamieszkiwały 14 064 osoby, a gęstość zaludnienia wynosiła 861 osób/km² (wśród 2880 gmin regionu Rodan-Alpy Montbrison plasuje się na 52. miejscu pod względem liczby ludności, natomiast pod względem powierzchni na miejscu 691.).

## Monument historique (zabtyki)
Zabytki określane jako monuments historiques, patrimoine architectural (Mérimée) (wg. źródła):
- Brama Koszar Vaux (Caserne de Vaux)
- Kaplica Pénitents de Confalon (Chapelle des Pénitents du Confalon)
- Kaplica Sainte-Eugénie w Moingt (Chapelle Sainte-Eugénie de Moingt)
- Kolegiata Notre-Dame-d'Espérance (Collégiale Notre-Dame-d'Espérance de Montbrison)
- Kaplica komandorii Zakonu Szpitalników Świętego Jana z Jerozolimy w Montbrison (Commanderie de Saint-Jean-des-Prés)
- Klasztor Oratorian (Couvent des Oratoriens de Montbrison)
- Klasztor Wizytek (Couvent de la Visitation de Montbrison)
- Krzyż d'Estalliet (Croix d'Estalliet)
- Kościół Saint-Julien w Moingt (Église Saint-Julien-d'Antioche de Moingt)
- Mur obwodowy w Moingt (Enceinte de Moingt)
- Pałac Girarda de Vaugirard (Hôtel Girard de Vaugirard)
- Dom Vazelhes (Hôtel de Vazelhes)
- Kamienica przy 14 rue Martin Bernard
- Schody kamienicy przy 23 rue Martin Bernard
- Dom pod Lwami
- Kamienica przy 1 rue du Marché (wystrój wnętrz)
- Sala Stanów Forez (Salle des États de Forez)
- Teatr rzymski w Aquae Segetae (Moingt) (Théâtre gallo-romain de Moingt)
- Kościół św. Piotra w Montbrison
- Pomnik poległych w Montbrison
- Budynek Banku Oszczędnościowego w Montbrison
- Chata winnicowa w Montbrison
- Sala Heraldyczna Diany w Montbrison

## Galeria

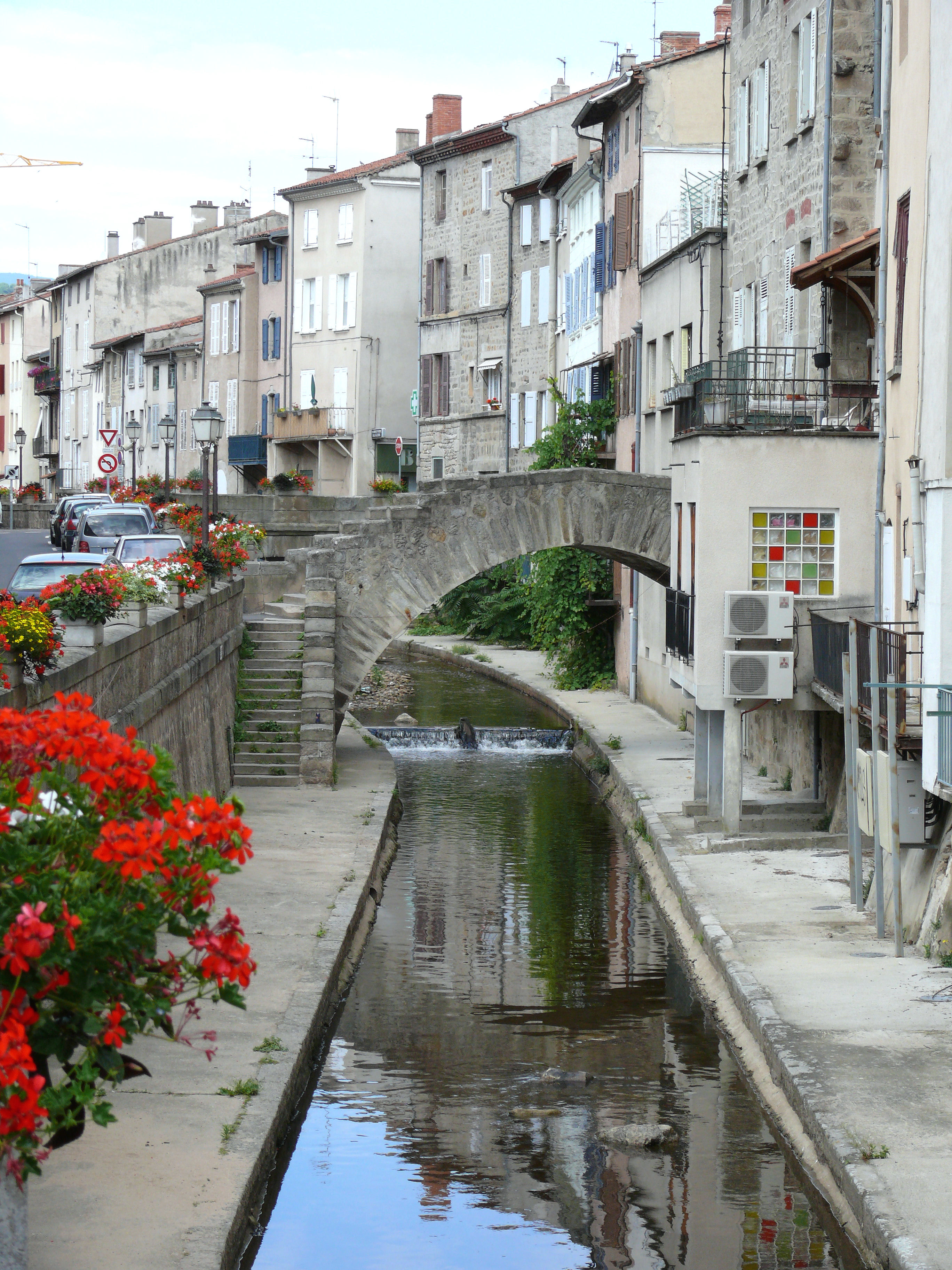
Rzeka Vizézy w Montbrison, 2009
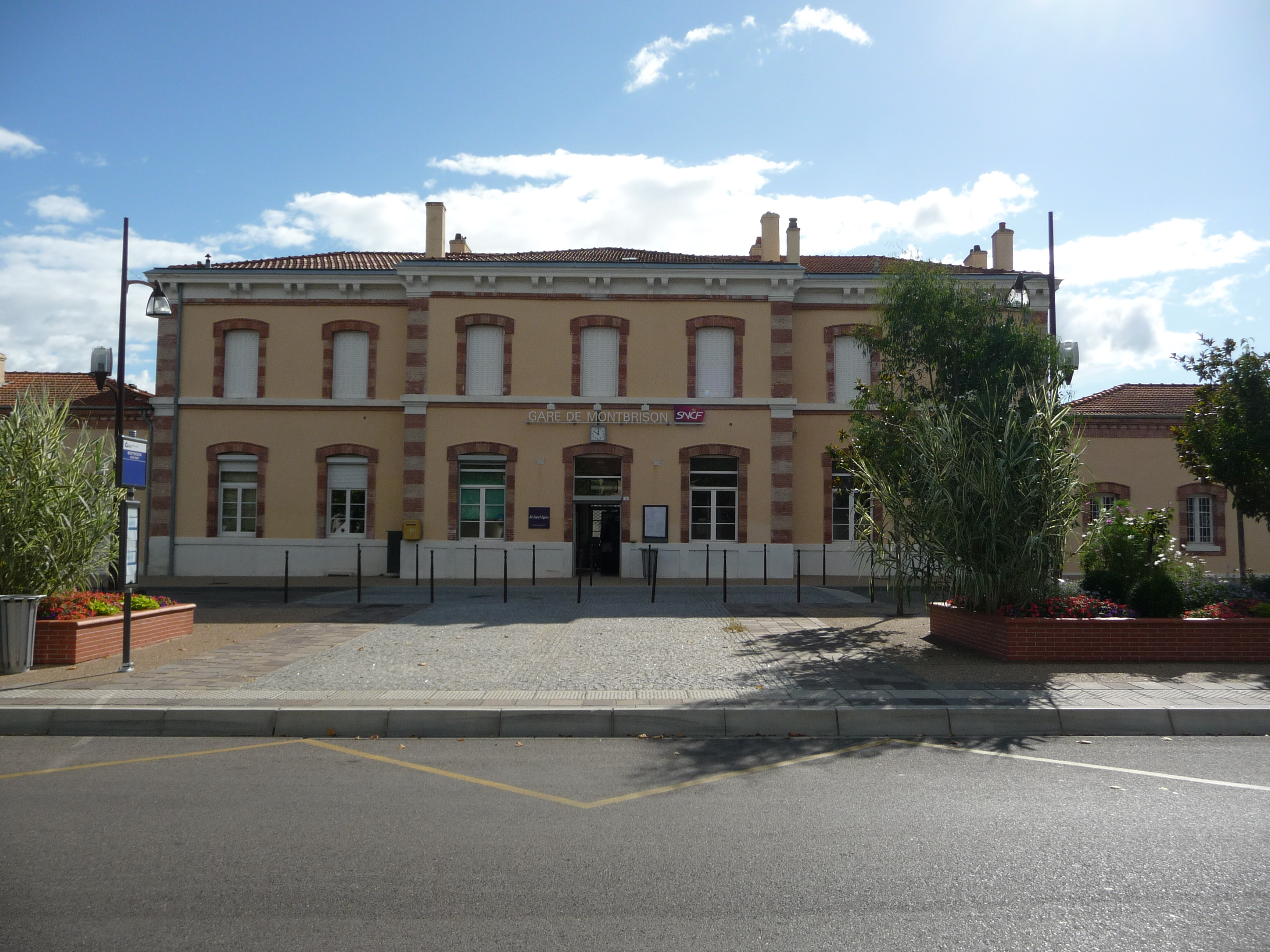
Dworzec kolejowy w Montbrison, 2011
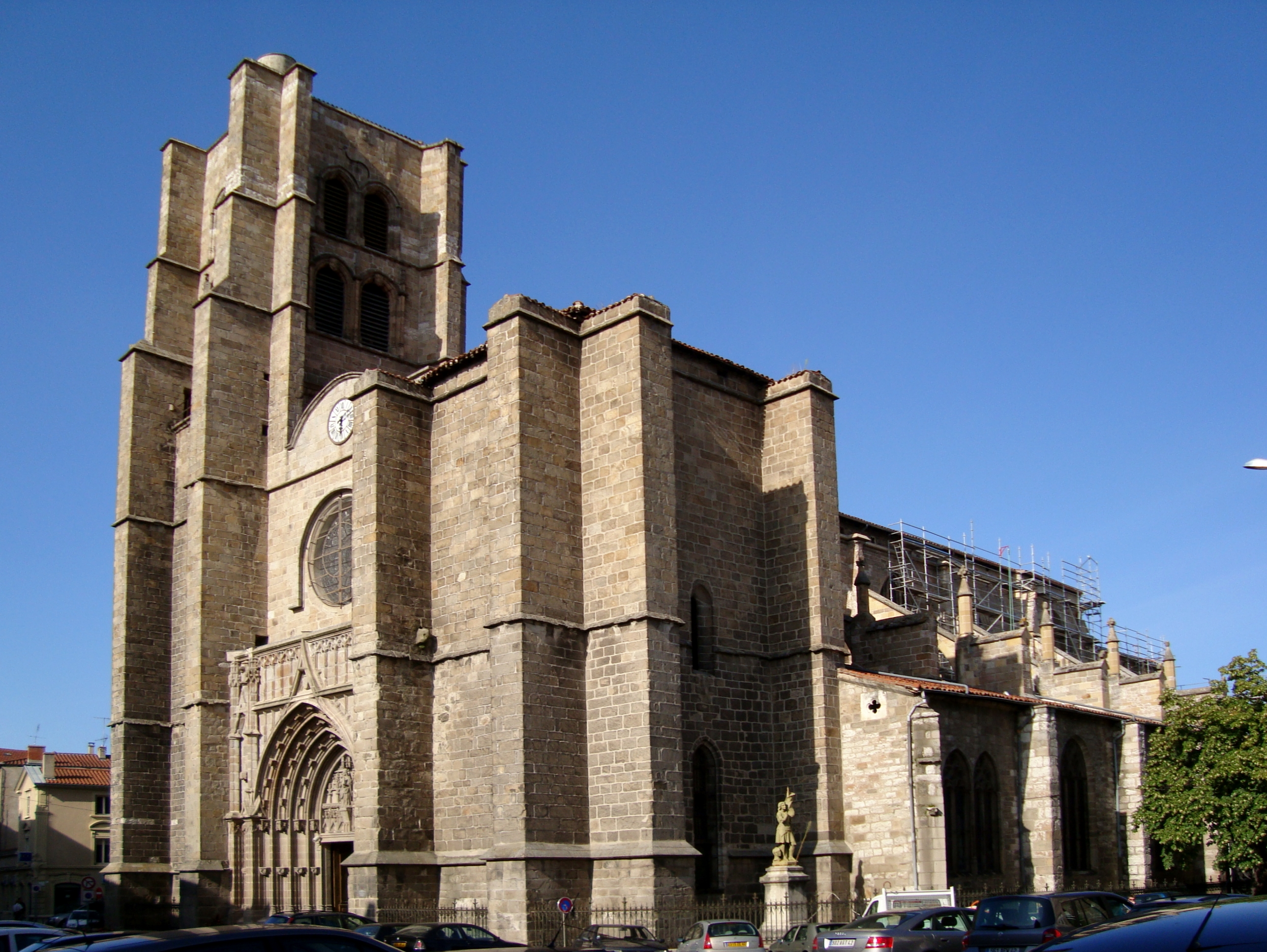
Katedra Matki Bożej w Montbrison, 2009